# デンクリンゲン
デンクリンゲン (ドイツ語: Denklingen) はドイツ連邦共和国バイエルン州オーバーバイエルン行政管区のランツベルク・アム・レヒ郡に属す町村（以下、本項では便宜上「町」と記述する）である。ミュンヘンの南西50kmにあたる。

## 地理

### 自治体の構成
本市は、公式には9つの地区 (Ort) からなる。このうち小集落や孤立農場などを除く集落を以下に列記する。
- デンクリンゲン
- ディーンハウゼン
- エプファッハ

## 歴史
この町はアウクスブルク司教本部に属した。1803年の帝国代表者会議主要決議および世俗化以降はバイエルンに属した。バイエルンの行政改革に伴う1818年の市町村令によって現在の自治体が成立した。1888年、ランツベルク - ショーンガウ線のデンクリンゲン駅が開業した。この路線の旅客輸送停止により鉄道網への接続はなくなった。
ディーンハウゼンとエプファッハは合併するまではそれぞれ独立した自治体であった。これらの集落は、空間的にも明らかにデンクリンゲンと分離しており、歴史的にも全く違う背景を持つ。
エプファッハ地区内にはローマ時代にすでに Abodiacum入植地があった。

### 人口推移
- 1970年 1,842人
- 1987年 1,979人
- 2000年 2,324人

## 行政
2018年の選挙以降アンドレアス・ブラウネッガー (CSU) が町長を務めている。町議会は14人の議員からなる。
デンクリンゲンは2009年2月に町全体を光ファイバー - FTTH網で結んだドイツ初の町である。

### 紋章
図柄: 赤地で、銀の三峰の山の上に銀のチュウヒ。

## 経済と社会資本

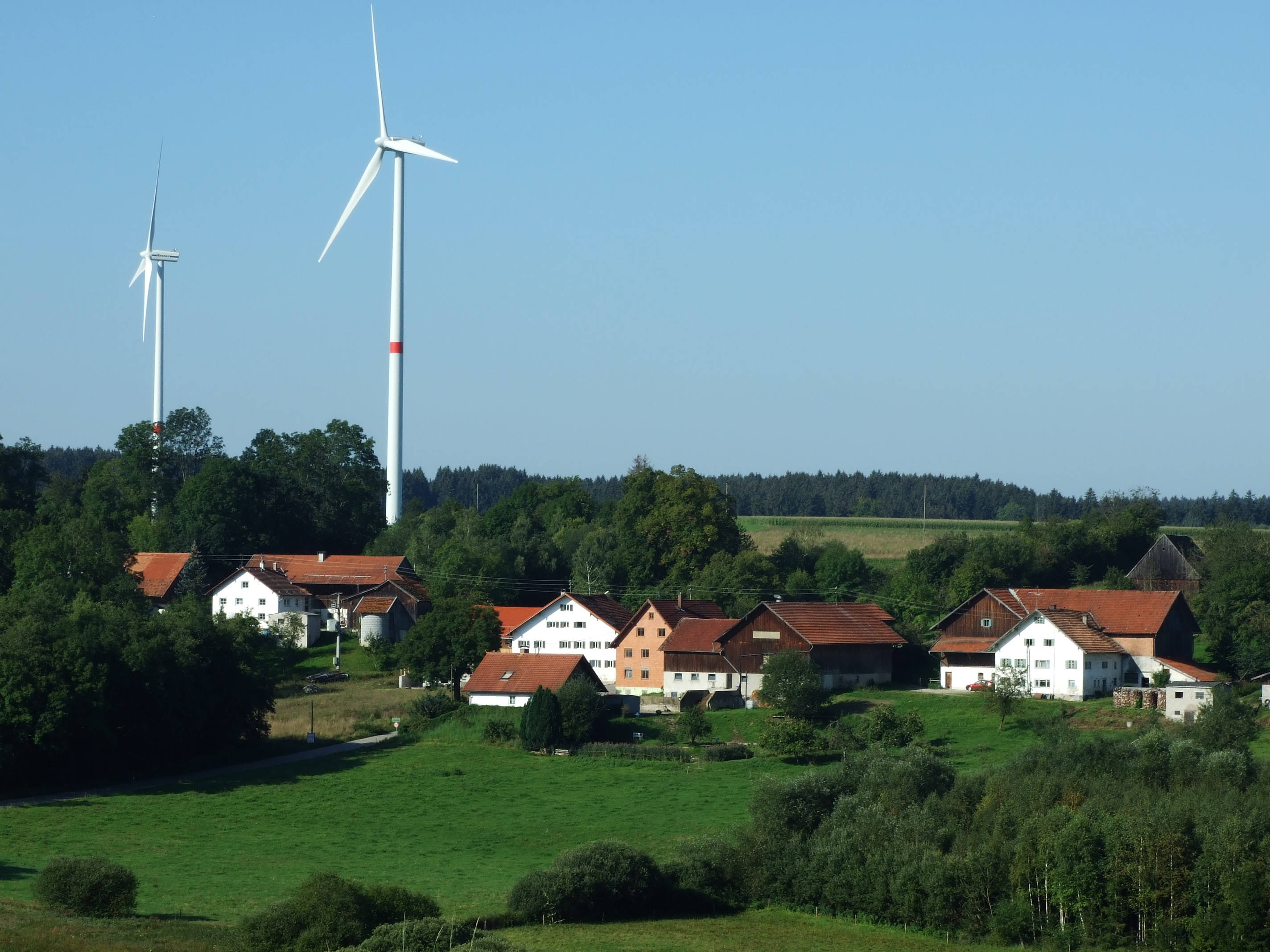
風力発電機

この町の大きな雇用主は、ヒルシュフォーゲル・アウトモーティヴ・グループの主工場であるヒルシュフォーゲル・ウムフォルムテクニークGmbHである。
2002年に建設され、町の風景を特徴づけている風力発電機2基は遠くからも見える。

## 文化と見所

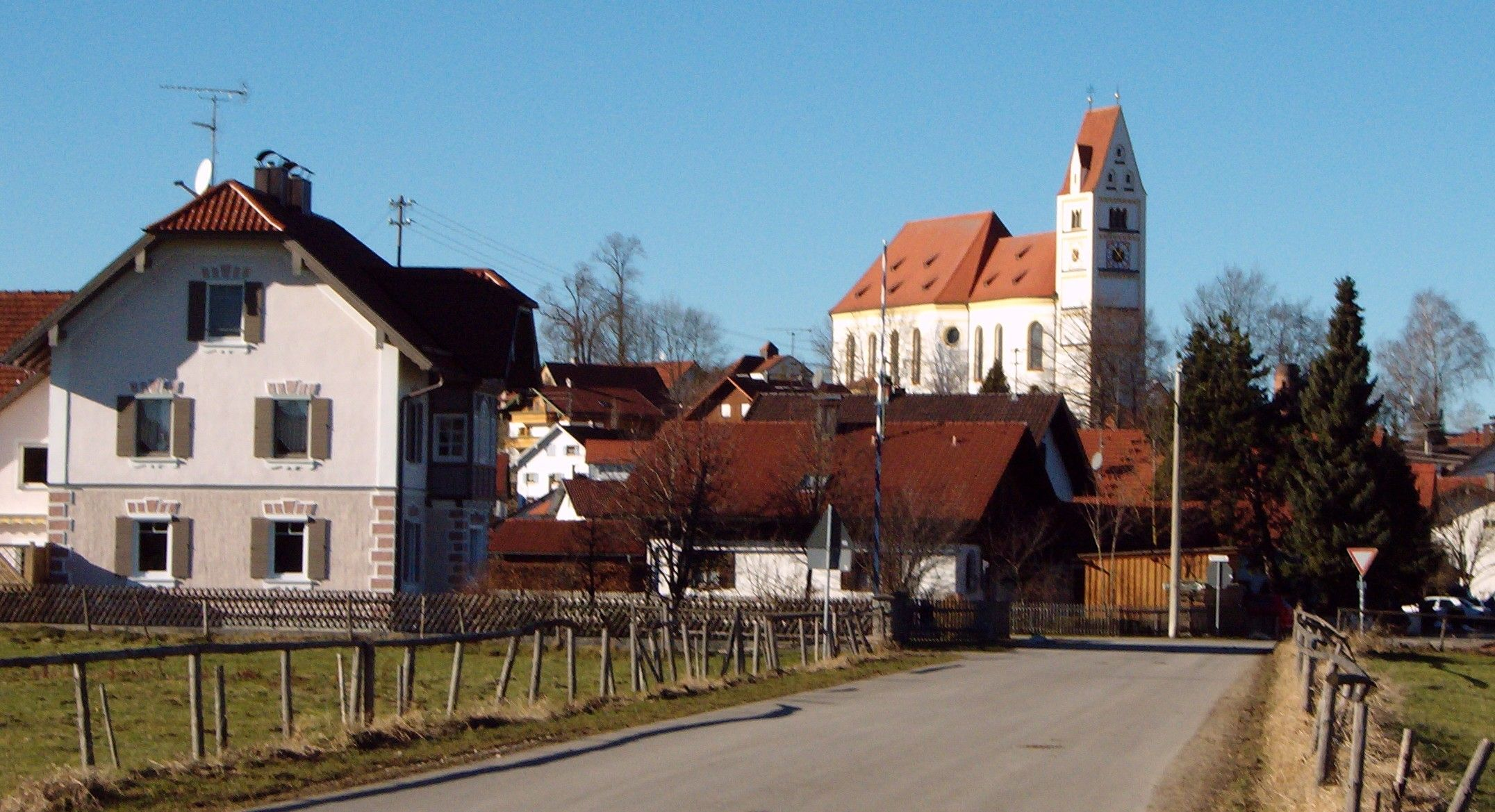
デンクリンゲン集落と聖ミヒャエル教区教会

- クラウディア・アウグスタ街道沿いのエプファッハ地区にある Abodiacum 博物館とローレンツベルク
- 魔女の家とローマ塔があるデンクリンゲンの森の学習路
- ザリーナ街道沿いのオステラウフ教会
- 聖ミヒャエル教区教会
- ディーンハウゼン池があるディーンハウゼン渓谷
- ディーンハウゼン地区のクレスツェンティア礼拝堂

## 引用
1. ↑  https://www.statistikdaten.bayern.de/genesis/online?operation=result&code=12411-003r&leerzeilen=false&language=de Genesis-Online-Datenbank des Bayerischen Landesamtes für Statistik Tabelle 12411-003r Fortschreibung des Bevölkerungsstandes: Gemeinden, Stichtag (Einwohnerzahlen auf Grundlage des Zensus 2011)
2. ↑  Bayerische Landesbibliothek Online